# Zaza (film, 1956)
Pour les articles homonymes, voir Zaza.
Pour plus de détails, voir Fiche technique et Distribution.
Zaza est un film français réalisé par René Gaveau, sorti en 1956.

## Synopsis
Zaza, chanteuse et danseuse vedette de revue dans un music-hall parisien, réussit à captiver l’attention d’un client bourgeois de passage à Paris.
Bernard Dufresnes, industriel lyonnais séduit par la belle Zaza, l’emmène avec lui et l'installe dans un luxueux appartement de la capitale et une grande histoire d’amour naît. Habitant la région lyonnaise, Bernard refuse que sa bien-aimée l’accompagne, la délaissant pendant son absence. 
Un prétendant jaloux, informe Zaza que Bernard a une liaison en province.

## Fiche technique
- Titre : Zaza
- Réalisation : René Gaveau
- Scénario : Pierre Laroche, adapté de la pièce Zaza de Pierre Berton et Charles Simon
- Musique originale : Francis Lopez
- Image : Pierre Dolley
- Son : Séverin Frankiel
- Montage : Jeanne Berton et Claude Gros
- Décors : Aimé Bazin
- Production : Claude Dolbert, pour Société nouvelle de cinématographie (S.N.C)
- Pays d'origine :  France
- Format : Noir et Blanc - son Monophonique
- Genre : drame
- Durée : 83 minutes
- Date de sortie : 
  - France : 3 octobre 1956

## Distribution
- Lilo : Zaza
- Maurice Teynac : Bernard Dufresnes
- Robert Dalban : Cascard
- Albert Dinan : Malardot
- Pauline Carton : Mme Anaïs
- Mag-Avril : Nathalie
- Luce Aubertin : Floriane
- Jim Gérald : Edouard Dubuisson
- André Toscano : Bussy
- Dominique Page : La bonne de Mme Dufresne
- Claude Godard : Orianne
- Sophie Leclair : Miette
- Mick Micheyl : La petite Toto

## Autres versions
Zaza a connu plusieurs adaptations au cinéma, voir Zaza